# Cyrtochilum revolutum
Cyrtochilum revolutum là một loài thực vật có hoa trong họ Lan. Loài này được (Lindl.) Dalström mô tả khoa học đầu tiên năm 2001.